# Crossover thrash
Crossover thrash, kortweg crossover, soms ook punk metal, is een vorm van thrashmetal die meer elementen van de hardcore punk inhoudt dan standaard thrash. Het genre combineert heavy metal en punkrock. Andere genres die overlappen met crossover thrash, zijn thrashcore, grindcore en skatepunk.

## Artiesten
- Acid Reign
- Acid Drinkers
- The Accüsed
- Agnostic Front
- All Pigs Must Die
- A.N.S
- Anti Feminism
- Attitude Adjustment
- Aversion
- Bad Acid Trip
- Beowulf
- Birth A.D.
- Biohazard
- Blast!
- Black Bomb A
- Blunt Force Trauma
- Bombnation
- Body Count
- Bones Brigade
- The Brood
- Carnivore
- Cerebral Fix
- Charged GBH
- Christ on Parade
- Circle Jerks
- Clown Alley
- Concrete Sox
- The Cooters
- Corrosion of Conformity
- Cro-Mags
- Cross Examination
- The Crucified
- Crumbsuckers
- Cryptic Slaughter
- Dead Ideas
- DFA
- Dayglo Abortions
- Dead Horse
- Dead Serious
- Desecration
- D.R.I.
- Discharge
- Dr. Know
- Dr. Livingdead
- Dresden 45
- D.Y.S.
- Electro Hippies
- English Dogs
- Excel
- The Exploited
- Final Conflict
- Gang Green
- Gama Bomb
- Generation Kill
- Ghoul
- Green Jellÿ
- Gwar
- Hellbastard
- Hirax
- Holier Than Thou
- Impulse Manslaughter
- JV and the Carburetors
- Lawnmower Deth
- Leeway
- Lifeless (UK)
- Lobotomia
- Lost Generation
- Ludichrist
- M.O.D.
- Matanza
- Madball
- The Mentors
- Mindsnare
- Mucky Pup
- Municipal Waste
- MX Machine
- NadimaČ
- Nascut (Sao Manuel SP)
- Neurosis
- Nuclear Assault
- No Mercy
- No Warning
- Oi Polloi
- Poison Idea
- Post Mortem
- Probot
- Prong
- Ratos de Porão
- Rigor Mortis
- Ritam Nereda
- S.O.B.
- Sacrilege
- Send More Paramedics
- Septic Death
- Shell Shock
- Sick Mother Fakers
- Sick of It All
- Snake Nation
- Soziedad Alkohólika
- SSD
- Short Sharp Shock (SSS)
- S.O.D.
- The Stupids
- Suicidal Tendencies
- Sworn Enemy
- This Is Hell
- Toxic Holocaust
- Uncle Slam
- Unseen Terror
- Verbal Abuse
- Vitamin X
- Wasted Youth
- Wehrmacht
- What Happens Next?
- X-Cops
- Eyesburn
- U.T.I.
- Gadnium